# Прісака (Бакеу)
Прісака (рум. Prisaca) — село у повіті Бакеу в Румунії. Входить до складу комуни Берешть-Тазлеу.
Село розташоване на відстані 231 км на північ від Бухареста, 19 км на південний захід від Бакеу, 101 км на південний захід від Ясс, 124 км на північний схід від Брашова.

## Населення
За даними перепису населення 2002 року у селі проживали 528 осіб, усі — румуни. Усі жителі села рідною мовою назвали румунську.